# Peugeot 908 HDi FAP
Pour les articles homonymes, voir Peugeot 908.
Chronologie des modèles (2006-2010)
Peugeot 905 Peugeot 908
La Peugeot 908 HDi FAP est une voiture de course de type « Le Mans Prototype » que la société française Peugeot a alignée en compétition, et notamment aux 24 Heures du Mans, entre 2007 et 2011. La Peugeot 908 HDi FAP a remporté 20 des 32 courses dans lesquelles elle a été engagée, ce qui en fait un des plus beaux palmarès des sport-prototypes. Cependant, malgré le palmarès amassé pendant cinq saisons par la Peugeot 908 HDi FAP et sa descendante, la Peugeot 908, Peugeot décide d'arrêter brutalement son programme d'endurance en janvier 2012, alors que la Peugeot 908 Hybrid4 était fin prête. Entre 2007 et 2010, dix châssis ont été construits.

## Genèse
Après avoir remporté trois titres du championnat du monde des Rallyes constructeurs de 2000 à 2002, Peugeot Sport annonce en octobre 2004 qu'elle se retirera de ce championnat mondial à la fin de la saison 2005. Jean-Pierre Nicolas, alors directeur de Peugeot Sport, étudie différents programmes pour poursuivre l'engagement de la marque au plus haut niveau du sport automobile. En mars 2005, Jean-Pierre Nicolas et Frédéric Saint-Geours, directeur général d'Automobiles Peugeot, arrêtent leur choix sur l'endurance.
C'est à l'occasion des 24 Heures du Mans 2005 que Peugeot annonce son intention de revenir aux 24 Heures du Mans, épreuve que la firme au lion a remporté en 1992 et 1993 avec la Peugeot 905. Les dirigeants de Peugeot dévoilent également que c'est avec un moteur diesel qu'ils comptent effectuer leur retour dans la Sarthe. Outre l'intérêt d'aligner en compétition un moteur qui équipe une large majorité des véhicules du commerce, il convient également de noter que le règlement technique de l'Automobile Club de l'Ouest, en vigueur depuis 2004, rend alors particulièrement intéressant une telle motorisation comme le prouve la volonté affichée d'Audi de suivre le même chemin. Le 1er octobre 2005, le programme démarre au sein du bureau d'études de Peugeot Sport.
Un an plus tard, dans les jours qui précèdent les 24 Heures du Mans 2006, Peugeot dévoile à la presse le nom de la future voiture ainsi que le moteur qui sera utilisé. Suivant la tradition des noms à trois chiffres avec un zéro au milieu, Peugeot choisit l'appellation « 908 », qui situe la future voiture dans la lignée de la Peugeot 905. La Peugeot 908 HDi FAP ne devra toutefois être confondue ni avec la Peugeot 908 (2011) qui lui succède en 2011 mais qui est complètement différente, ni avec la Porsche 908, un modèle de compétition des années 1960.

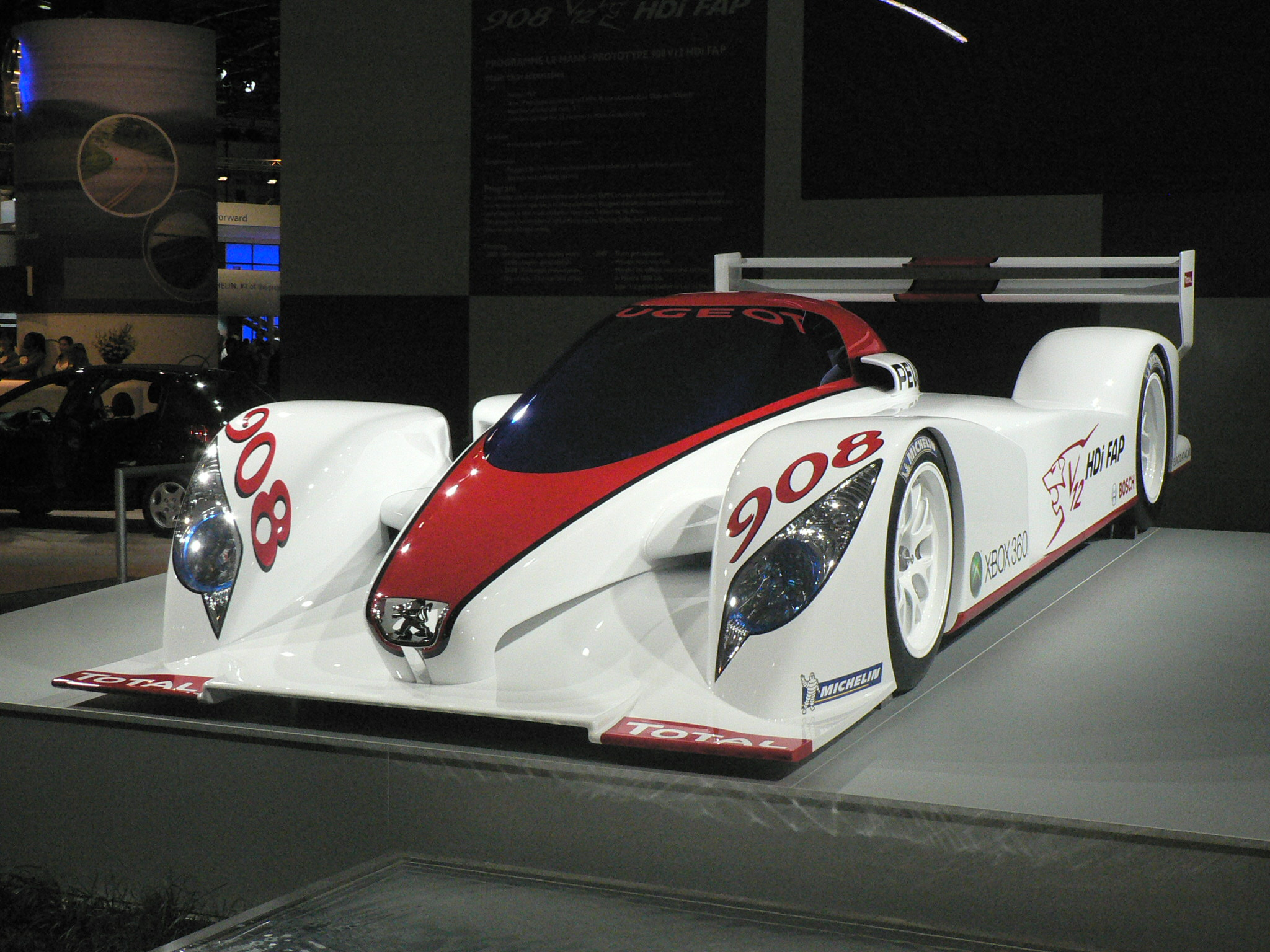
Première présentation au Mondial de l'automobile de Paris en octobre 2006.

Le 28 septembre 2006, Peugeot présente, lors du Mondial de l'automobile de Paris, une spectaculaire maquette censée préfigurer ce que sera la future 908. Ce n'est que le 10 janvier 2007 (quelques jours après avoir effectué ses premiers tours de roues dans le plus grand secret le 31 décembre 2006 sur la piste de Villacoublay) que la « vraie » 908 est officiellement présentée à la presse sur le circuit privé de Mortefontaine, dans l'Oise. On découvre à cette occasion une voiture aux lignes sensiblements éloignées de celle de la maquette du Mondial de l'automobile. Elle est équipée d'une boîte de vitesses à six rapports. Peugeot en profite également pour dévoiler le nom des six pilotes qui seront au volant des deux 908 au Mans : il s'agira de Stéphane Sarrazin, Nicolas Minassian, Sébastien Bourdais, Pedro Lamy, Marc Gené, et de l'ancien champion du monde de F1 Jacques Villeneuve.

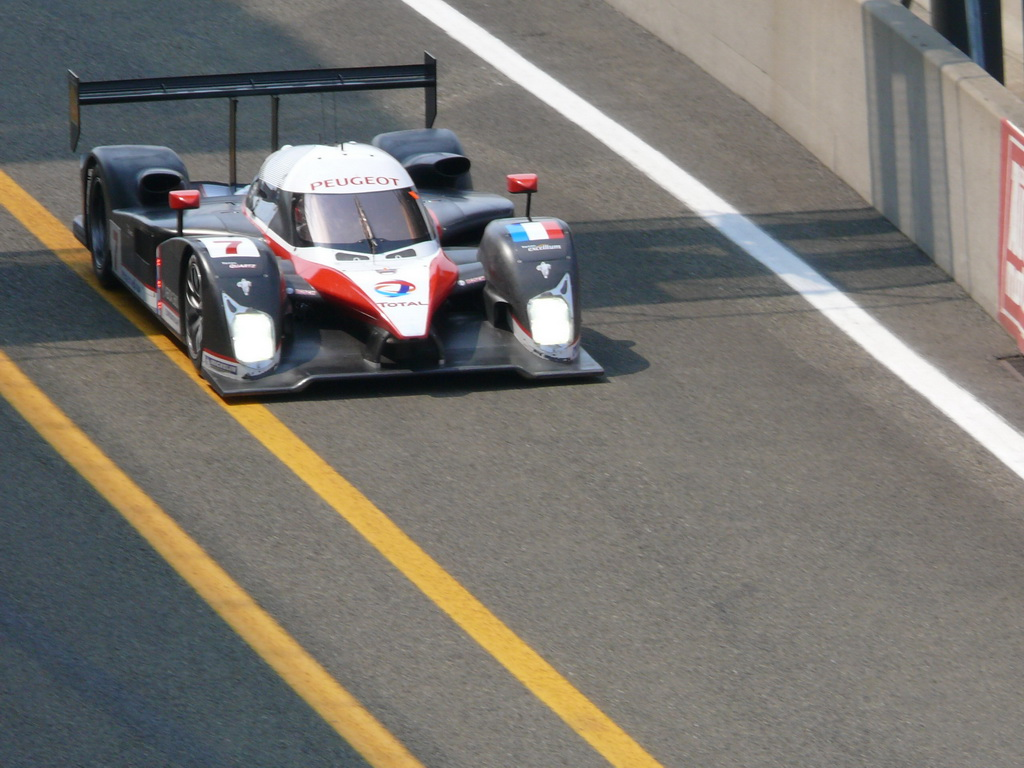
Peugeot 908 HDI FAP lors d'une journée d'essais aux 24H du Mans, le 3 juin 2007.

En plus des 24 Heures du Mans, la Peugeot 908 HDi FAP sera engagée en 2007 dans le championnat Le Mans Series.

## Historique en compétition
La Peugeot 908 HDi FAP fait ses débuts en compétition le 15 avril 2007 à l'occasion des 1 000 km de Monza, course qu'elle remporte avec à son volant Marc Gené et Nicolas Minassian, la seconde 908 termine troisième. Le 6 mai, Stéphane Sarrazin et Pedro Lamy remportent les 1 000 km de Valence, tandis que la deuxième voiture pilotée par Marc Gené et Nicolas Minassian abandonne, embrayage cassé. À l'issue de cette course, le bilan est très positif : deux victoires obtenues sur deux tracés très différents (circuit rapide pour Monza, tracé sinueux pour Valencia) démontrant la polyvalence de la Peugeot 908.

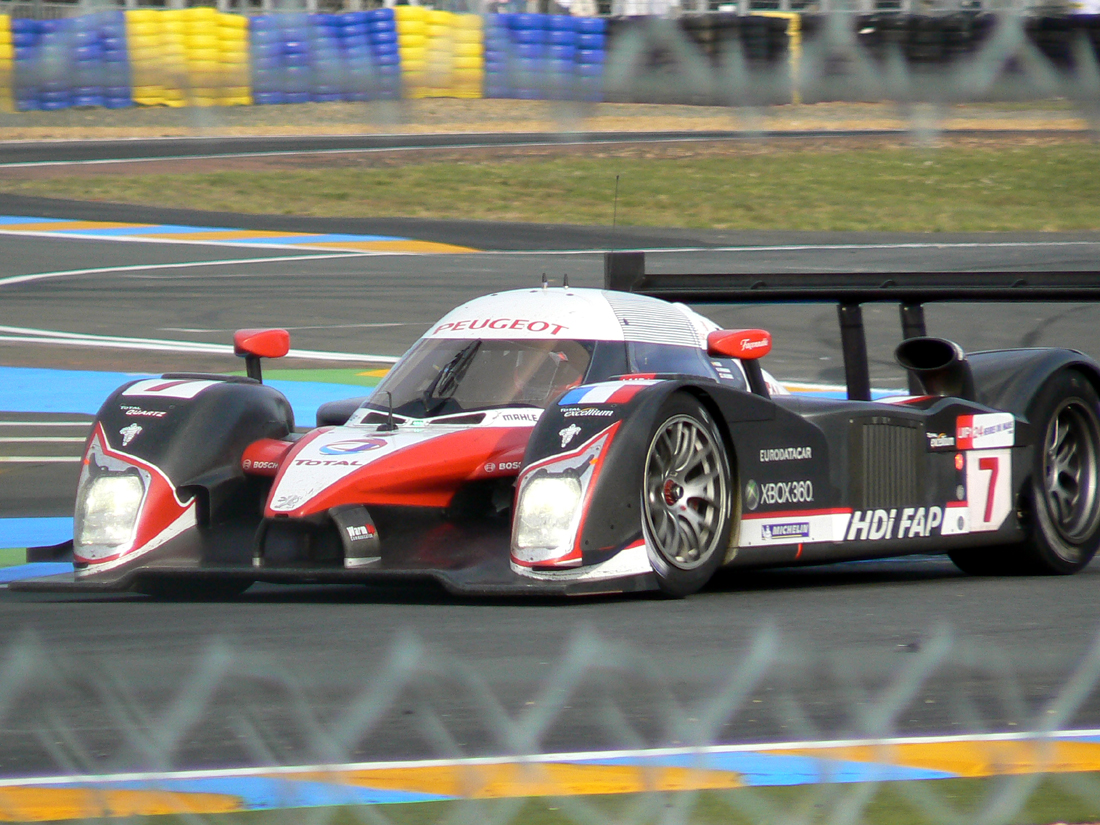
La Peugeot 908 HDI FAP no 7 lors des 24 Heures du Mans 2008.

Lors des 24 Heures du Mans 2007, les Peugeot 908 ont eu pour principales concurrentes les trois Audi R10. Aux essais Stéphane Sarrazin surprend tout le monde en réalisant la pole position en 3 min 26,344 s à 0,6 s de l'Audi no 2 pilotée par Allan McNish. La 908 no 7 (Gené-Minassian-Villeneuve) abandonna pour cause de perte de pression d'huile due à une casse de la pompe à huile à 1 h 30 de la fin alors qu'elle occupait, avant son dernier arrêt au stand, la deuxième place. La 908 no 8 (Bourdais-Lamy-Sarrazin) termina deuxième à 10 tours de la seule Audi R10 rescapée et avec 11 tours d'avance sur la Pescarolo Judd no 16 de l'équipe Pescarolo Sport.
Lors des 24 Heures du Mans 2008, Peugeot réalise de nouveau la pole position avec un temps de 3 min 18,513 s pendant les qualifications, battant largement le précédent record – 3 min 21,209 s – détenu par la Peugeot 905 de Philippe Alliot en 1992. Malheureusement pour l'équipe française, après avoir longuement mené la course, Peugeot doit de nouveau s'incliner face à Audi, qui fait la différence sur la rapidité des arrêts au stand et les relais sous la pluie. La saison 2008 se termina mal pour la 908, puisque malgré une victoire aux 1 000 kilomètres du Nürburgring, Peugeot perd les titres LMS pilote et équipe lors de la dernière manche à Silverstone face aux Audi R10. Peugeot connait une nouvelle défaite à Petit Le Mans, en American Le Mans Series, toujours face à Audi.
Début 2009, Peugeot s'engage aux 12 Heures de Sebring et manque une nouvelle fois la victoire de peu face aux nouvelles Audi R15. Peugeot gagne les 1 000 kilomètres de Spa en LMS, course où les Audi officielles n'étaient pas engagées. Lors des 24 Heures du Mans 2009, Peugeot remporte l'épreuve pour la troisième fois, puisque ce sont deux Peugeot 908, pilotées respectivement par les trios Gené-Brabham-Wurz et Montagny-Bourdais-Sarrazin, qui obtiennent la première et la deuxième places de la course, suivies à la troisième place par une Audi R15. La troisième 908 (Minassian-Lamy-Klien) arrive sixième. Fin septembre Peugeot réalise le doublé au Petit Le Mans face aux Audi R15 en 3e et 4e positions, épreuve toutefois tronquée : de fortes pluies ont interrompu l'épreuve peu avant la mi-course.
Pour la dernière saison de la voiture, Peugeot remporte pour la première fois les 12 Heures de Sebring, en l'absence d'Audi toutefois. De retour en Europe, en avril, la marque au lion  aligne une voiture aux 8 heures du Castellet, mais échoue face au constructeur allemand, rencontrant des soucis de fiabilité. Toutefois le mois suivant aux 1 000 kilomètres de Spa, elle réalise le doublé face à son rival, remportant l'épreuve pour la quatrième année consécutive. Le Mans sera en revanche un échec ; malgré des temps au tour inférieurs aux nouvelles Audi R15 Plus, des problèmes techniques touchent les quatre machines dont aucune ne rallie l'arrivée. La 908 a ensuite eu l'occasion de venger son échec manceau, en remportant toutes les manches (3) de la première Intercontinental Le Mans Cup, dont deux par doublé (Silverstone et Petit Le Mans). Entretemps, sa descendante, nommée 90X en interne (sa dénomination officielle sera finalement 908) est en essai sur le circuit de Monza, en Italie, et a été photographiée.
Afin de s'adapter au nouveau règlement, Peugeot a prévu de développer un nouveau prototype pour 2011, un projet nommé 90X en interne devenu Peugeot 908 (2011) ; dans le même temps, Audi prépare de son côté la future R18.
Pour 2011, l'équipe Oreca qui engageait déjà cette voiture l'année précédente (châssis no 908-04) en LMS et au Mans (avec le meilleur tour en course de l'histoire à la clef), annonce qu'elle engage de nouveau une 908 HDi FAP au Mans et en ILMC. Cette 908 est celle de 2010 transformé pour correspondre à la réglementation 2011. La 908 HDi FAP entame sa cinquième saison de service par une victoire au 12 Heures de Sebring.
En 2012, un exemplaire de la première génération de Peugeot 908 HDI-FAP a été proposé aux enchères par RM Auctions. Il s'agit du châssis 02, le premier à avoir remporté une course en 2007 à Monza, endommagé lors des essais préliminaires des 24 Heures du Mans 2008.

## Technique

### Équipe technique
La Peugeot 908 HDi FAP a été conçue entièrement par le département compétition d'Automobiles Peugeot (Peugeot Sport) sous la direction technique de Bruno Famin, nommé à ce poste le 1er octobre 2005. Ce dernier a monté le programme 908 avec Jean-Marc Schmit et Patrice Lacour, déjà présents chez Peugeot Sport au lancement de ce programme. Le 1er janvier 2006, Paolo Catone a été nommé chef de projet, Claude Guillois prenant en charge les moteurs et Guillaume Cattelani l'aérodynamique.

### Caractéristiques techniques
À l'instar de l'Audi R10, la 908 HDi FAP est propulsée par un moteur diesel ; il s'agit d'un 12 cylindres HDi turbocompressé (High pressure Direct injection), équipé de deux filtres à particules (FAP). D'une cylindrée de 5,5 litres, il développe entre 700 et 800 chevaux pour un couple d'environ 1 200 N m. L'angle des deux rangées de cylindres est de 100° afin de réduire la hauteur du centre de gravité. Il a une injection directe Bosch. Il porte la nomenclature interne DPFS.
Comme souvent en compétition, les caractéristiques techniques exactes de ce moteur sont inconnues.
Douze châssis ont été construits. Sur ces douze châssis, deux ont été détruits, et un n'a servi qu'à des essais et n'a jamais participé à des compétitions.

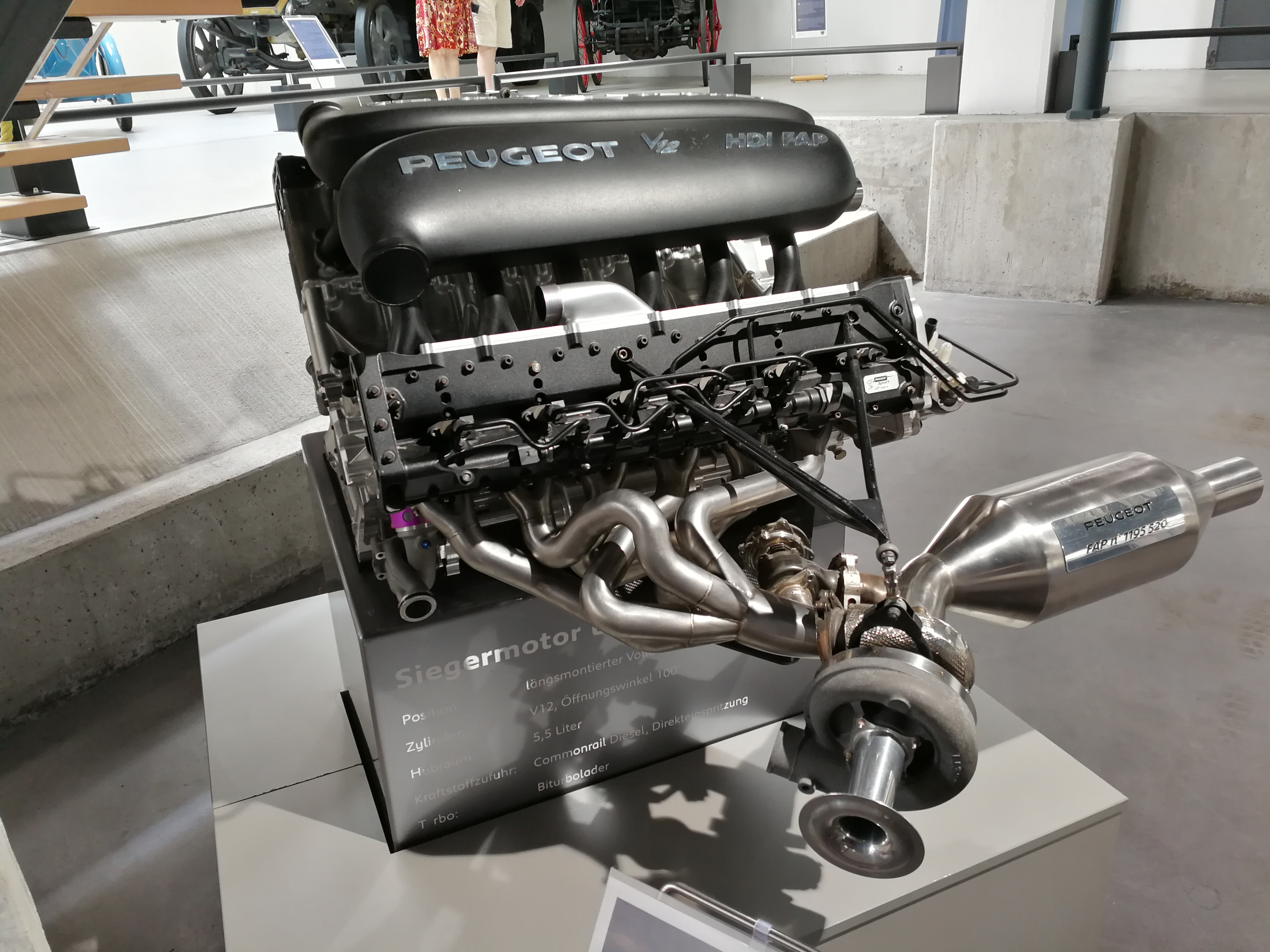
Le moteur V12 HDi FAP exposé au Musée de l'Aventure Peugeot.
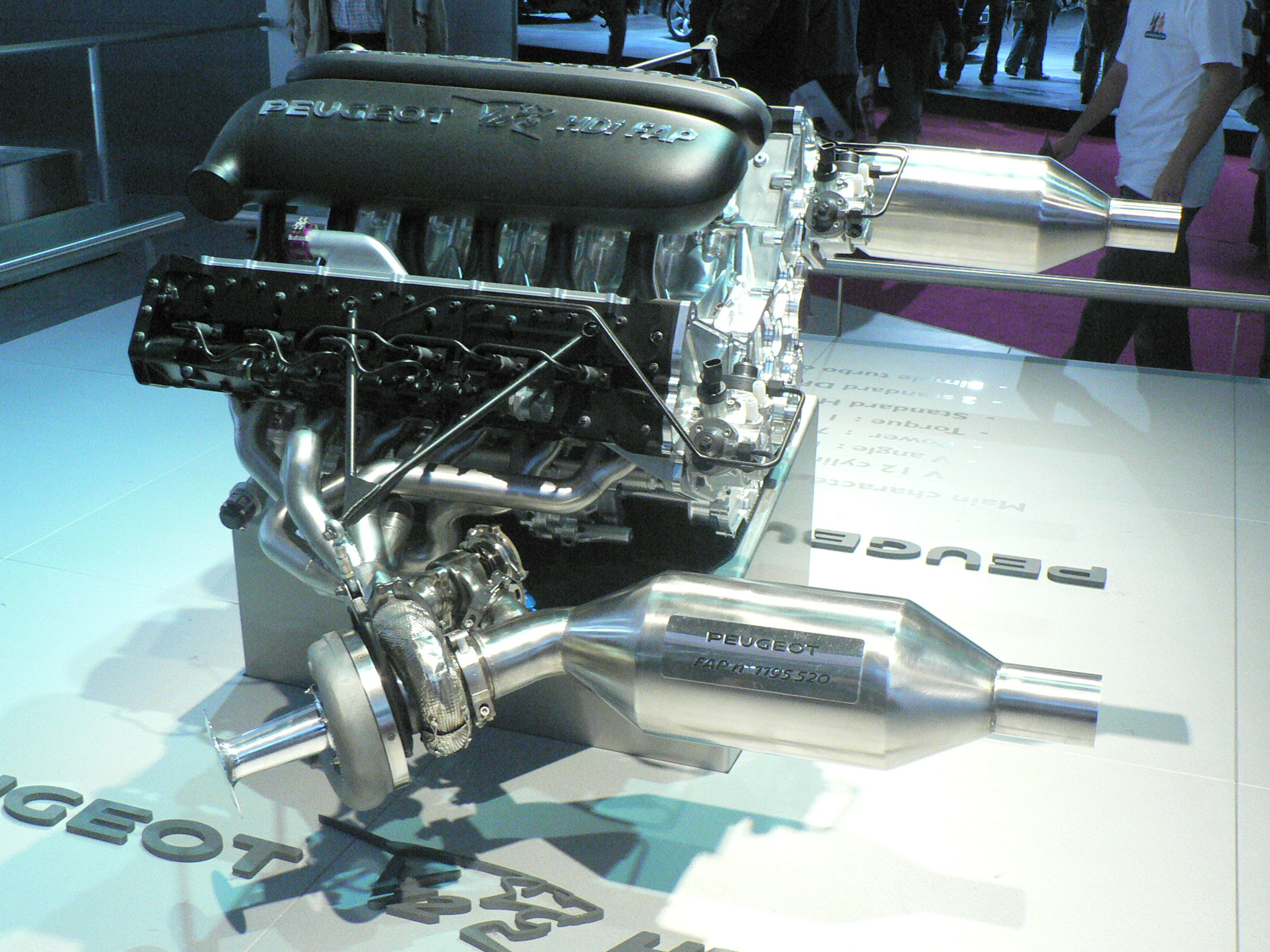
Le moteur V12 HDi FAP exposé au Mondial de l'Automobile 2006.
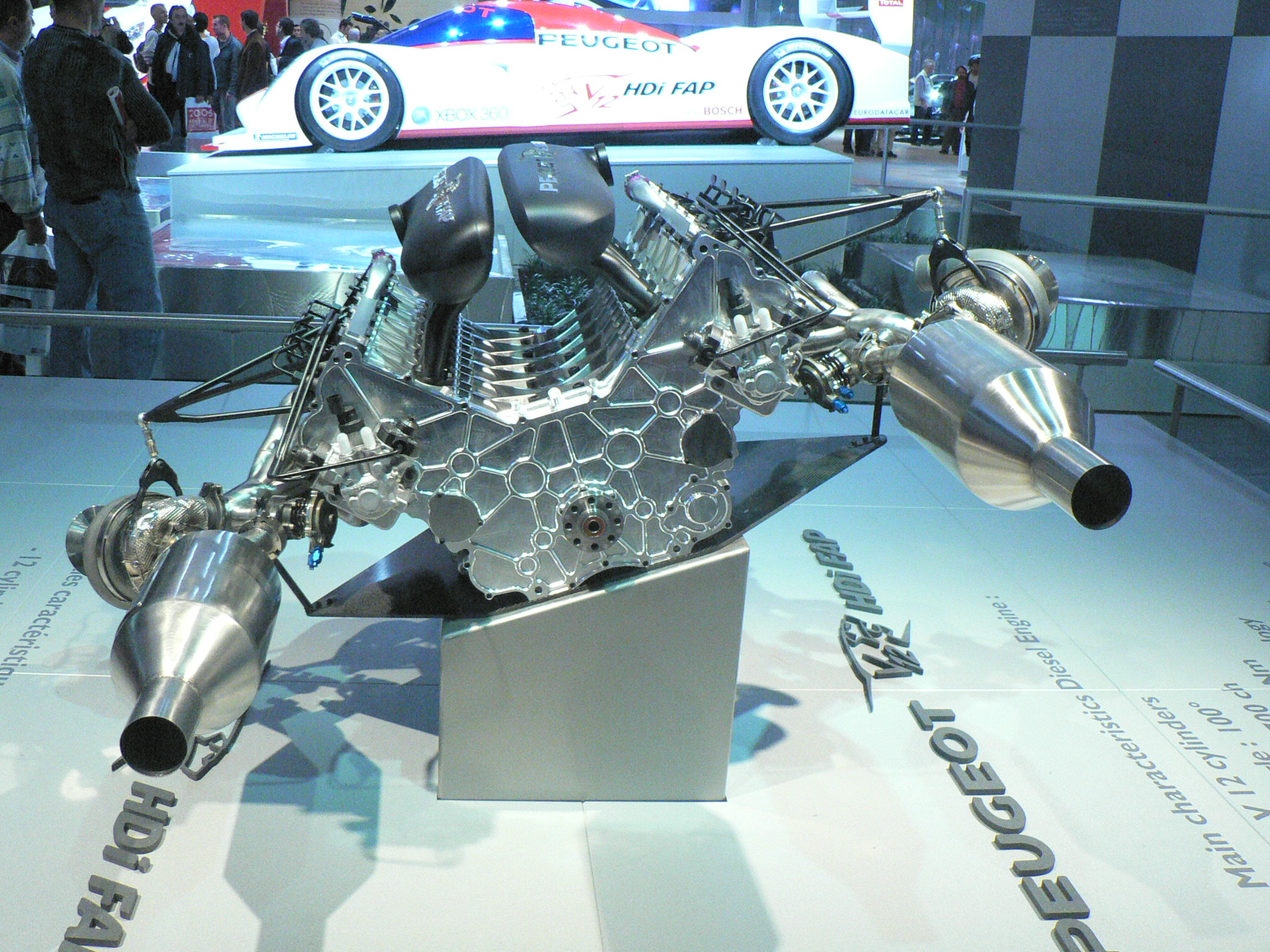
Une autre vue du V12.
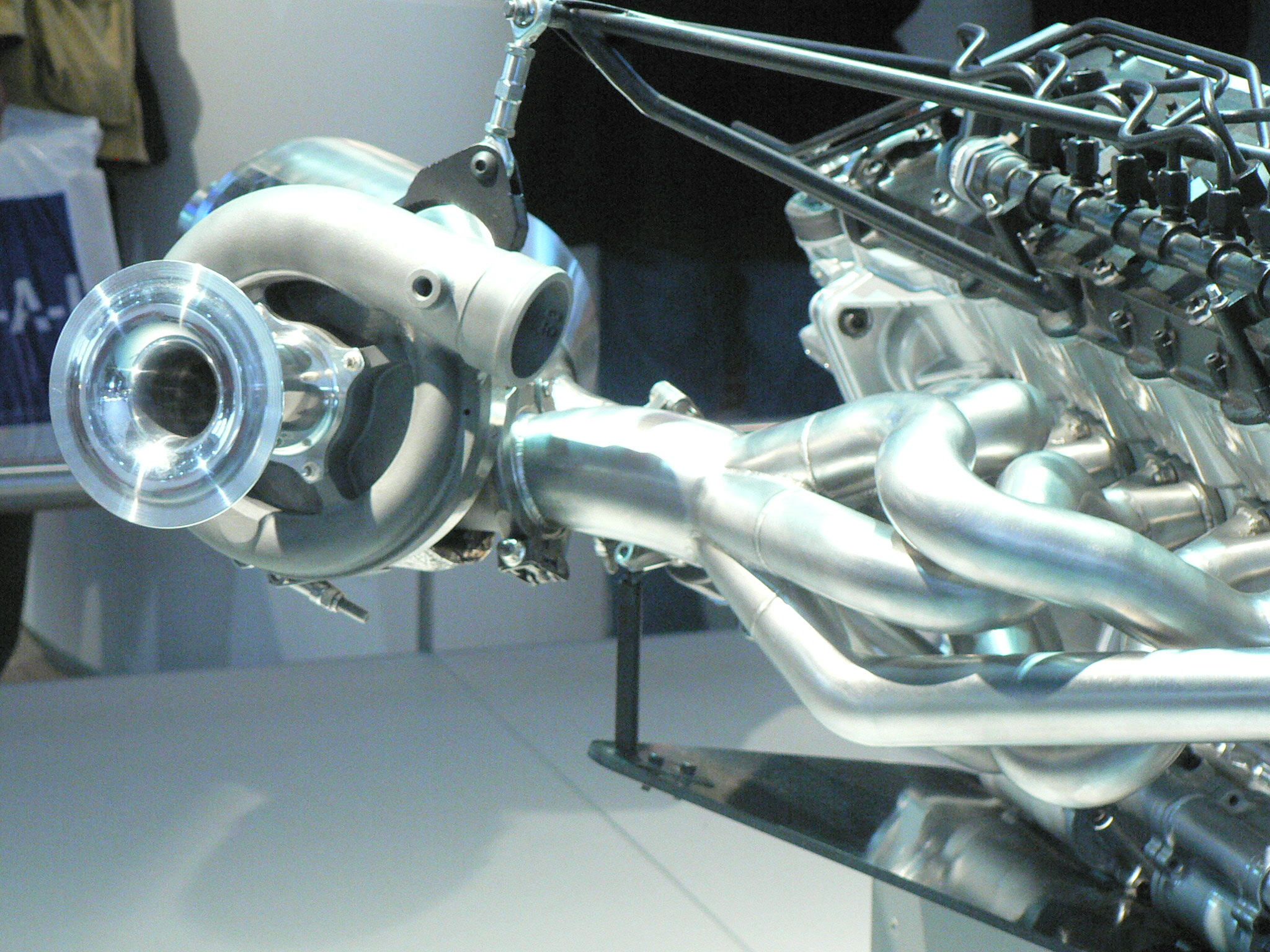
L'un des deux turbocompresseurs équipant le moteur de la 908.

## Équipages aux 24 Heures du Mans

### 2007
Team Peugeot Total no 7
 Nicolas Minassian
 Jacques Villeneuve
 Marc Gené
Team Peugeot Total no 8
 Stéphane Sarrazin
 Pedro Lamy
 Sébastien Bourdais

### 2008
Team Peugeot Total Fap no 7
 Nicolas Minassian
 Jacques Villeneuve
 Marc Gené
Team Peugeot Total Fap no 8
 Stéphane Sarrazin
 Pedro Lamy
 Alexander Wurz
Peugeot Sport Total Fap no 9
 Franck Montagny
 Ricardo Zonta
 Christian Klien

### 2009
Team Peugeot Total no 7
 Nicolas Minassian
 Pedro Lamy
 Christian Klien
Team Peugeot Total no 8
 Stéphane Sarrazin
 Franck Montagny
 Sébastien Bourdais
Peugeot Sport Total no 9
 Alexander Wurz
 David Brabham
 Marc Gené
Pescarolo Sport no 17
 Jean-Christophe Boullion
 Benoît Tréluyer
 Simon Pagenaud

### 2010
Team Peugeot Total no 1
 Alexander Wurz
 Marc Gené
 Anthony Davidson
Team Peugeot Total no 2
 Nicolas Minassian
 Stéphane Sarrazin
 Frank Montagny
Peugeot Sport Total no 3
 Sébastien Bourdais
 Pedro Lamy
 Simon Pagenaud
Team Oreca Matmut no 4
 Olivier Panis
 Nicolas Lapierre
 Loïc Duval

### 2011
Team Oreca Matmut no 10
 Olivier Panis
 Nicolas Lapierre
 Loïc Duval

## Palmarès

### 2007
- Pole position et 2e place finale aux 24 Heures du Mans
- Champion des Le Mans Series
- Vainqueur des 1 000 kilomètres de Monza
- Vainqueur des 1 000 kilomètres de Valence
- Vainqueur des 1 000 kilomètres du Nürburgring
- Vainqueur des 1 000 kilomètres de Spa
- Vainqueur des 1 000 kilomètres de Silverstone
- Vainqueur des Mil Milhas Brasil

### 2008
- Pole position, 2e, 3e et 5e places finales aux 24 Heures du Mans
- Vainqueur des 1 000 kilomètres de Catalogne
- Vainqueur des 1 000 kilomètres de Monza
- Vainqueur des 1 000 kilomètres de Spa
- Vainqueur des 1 000 kilomètres du Nürburgring
- Pole position et 2e place finale au Petit Le Mans

### 2009
- Pole position et vainqueur aux 24 Heures du Mans (1re, 2e et 6e places)
- Vainqueur des 1 000 kilomètres de Spa
- Vainqueur du Petit Le Mans

### 2010
- Champion des Le Mans Series, des Asian Le Mans Series et de l'Intercontinental Le Mans Cup
- Pole position et vainqueur aux 12 Heures de Sebring (Doublé - 1re et 2e places)
- Pole position et vainqueur du Petit Le Mans (Doublé - 1re et 2e places)
- Pole position et vainqueur des 1 000 kilomètres de Spa (1re, 2e et 4e places)
- Pole position et vainqueur des 1 000 kilomètres de Zhuhai (1re et 4e places)
- Vainqueur des 1 000 kilomètres de Silverstone (Doublé - 1re et 2e places)
- Pole position et vainqueur des 1 000 km d’Algarve
- Pole position aux 24 Heures du Mans

### 2011
- Vainqueur aux 12 Heures de Sebring (Team Oreca Matmut)

## Le concept car 908 RC
Lors du Mondial de l'automobile de Paris 2006, a été présenté le concept car 908 RC, une limousine équipée du moteur de la 908 du Mans en position arrière.